# Umlage
Umlage bezeichnet in der Betriebswirtschaftslehre eine innerbetriebliche Verteilung von Kosten (sogenannte Sekundärkosten) anhand sekundärer Kennzahlen oder Schlüssel, wie Mitarbeiterzahl, Nutzungsfläche usw., die pro Empfänger vorgegeben sind. Das Gegenstück zur Umlage ist die Innerbetriebliche Leistungsverrechnung.
Eine Umlage bezeichnet auch ein Kostenausgleichsverfahren unter Verbrauchern (zum Beispiel die EEG-Umlage) oder unter Arbeitgebern, so in Deutschland die Arbeitgeberumlagen für Lohnfortzahlungen im Krankheitsfall (Umlage U1) und Mutterschutz (Umlage U2) sowie die von Arbeitgebern und Arbeitnehmern finanzierte Winterbeschäftigungs-Umlage. Auch die Finanzierung der gesetzlichen Unfallversicherung geschieht in Deutschland über eine nachträgliche Umlage, deren Beiträge nach Ablauf eines Kalenderjahres festgesetzt werden. Hinzu kommt die Insolvenz-Umlage, die bis 2008 an die Berufsgenossenschaften zu zahlen war und ab 1. Januar 2009 monatlich als Umlage U3 zusammen mit den Sozialversicherungsbeiträgen an die zuständigen Krankenkassen bzw. Einzugsstellen abzuführen ist. Weitere Beispiele sind die Altenpflegeumlagen der Länder Nordrhein-Westfalen, Rheinland-Pfalz, Niedersachsen und Thüringen. Die Altenpflegeumlagen wurden laut Urteil des Bundesverfassungsgerichts vom 17. Juli 2003 als zulässige Sonderabgaben qualifiziert.
Eine Verteilung der Kosten zwischen verschiedenen staatlichen Ebenen bezeichnet man als Finanzausgleich.

## Umlagefinanzierung von Aus- und Weiterbildung in einzelnen Staaten
In der deutschen Bauwirtschaft geschieht eine umlagefinanzierte Ausbildungsfinanzierung zwischen allen Betrieben der Branche. Eine eventuelle allgemeinere Finanzierung der Berufsausbildung durch eine Umlage wie die Ausbildungsplatzabgabe steht seit langem in kontroverser politischer Diskussion, insbesondere in Hinblick auf den Fixkostenanteil des Ausbildungsfonds. Ausbildungsaktivitäten werden im deutschen dualen Berufsausbildungssystem zu einem großen Teil direkt durch die Arbeitgeber getragen. Besondere Personenkreise erhalten zudem eine öffentliche Förderung, so werden beispielsweise für Berufsrückkehrer Kurzzeittrainings und gegebenenfalls berufliche Weiterbildungsmaßnahmen durch die Bundesagentur für Arbeit finanziert. Im Allgemeinen ist die berufliche Weiterbildung in Deutschland eine freiwillige Anstrengung des Arbeitnehmers bzw. Selbständigen; eine Ausnahme ist die vom Arbeitgeber finanzierte betriebliche Weiterbildung.
In Frankreich sind Arbeitgeber ab vorgegebener Anzahl von Angestellten verpflichtet, einen Anteil der Nettolohnsumme als Umlage für Aus- und Weiterbildung abzuführen (taxe d´apprentissage), wobei die Umlage für Kleinbetriebe sowie für Betriebe mit eigener Ausbildungsaktivität geringer ist. Die Wirkung der französischen taxe d´apprentissage relativiert sich durch den vergleichbar geringen Stellenwert der betrieblichen Ausbildung in Frankreich. Eine weitere Arbeitgeberumlage wird für Wohnungsbau fällig.
In Dänemark besteht seit 1977 eine Umlagefinanzierung für die Berufsausbildung (Arbejdsgivernes Elevrefusion AER).

## Nachlaufende Sekundärkosten
Bei betrieblichen Umlagen ist es auch möglich, die Umlageschlüssel dynamisch anhand von bereits gebuchten Kosten auf den Empfängerobjekten zu bestimmen. In diesem Fall dienen die unter bestimmten Kostenarten gebuchten Kosten als Bezugsbasis für Berechnung des Umlageschlüssels.

Beispiel: Umlage der Verwaltungskosten auf die Produktionsbereiche anhand jeweils angefallener Herstellungskosten.